# Miss Venezuela 2007
El Miss Venezuela 2007 fue la quincuagésima cuarta (54.ª) edición del certamen Miss Venezuela. Se celebró en Caracas, Venezuela, desde el Poliedro de Caracas, el 13 de septiembre de 2007. El concurso fue transmitido en vivo por Venevisión. Al final del evento, Ly Jonaitis, Miss Venezuela 2006, de Guárico, coronó a Dayana Mendoza, de Amazonas, como su sucesora.

## Desarrollo
En 2007, la tecnología llega al concurso. El uso en la escenografía de pantallas led dominan el escenario del Poliedro de Caracas junto a sofisticados juegos de luces.
El 13 de septiembre, Maite Delgado y Daniel Sarcos repiten como animadores de la gala, que comienza con un opening a cargo de Chino y Nacho.
Se pasa al desfile en traje de baño, donde comienzan primero con el uso de una Manta Guajira. Como pieza central la banda chilena, Kudai, interpreta dos temas, y Hany Kauam hace lo propio.
Como pieza central se presenta un número con la partición del elenco de la serie juvenil Somos Tú y Yo.
Luego transcurre el desfile con traje de gala, donde estaría la participación del flautista Huáscar Barradas para poner el toque musical.
Finalmente se pasa a la ronda de preguntas, donde el grupo ya disminuyó a 5 candidatas.
Las 28 aspirantes muestran sus atributos ante los ojos del jurado que escoge a Miss Amazonas, Dayana Mendoza, como nueva reina, donde terminaría representando a Venezuela en el Miss Universo 2008, y de la cual saldría ganadora.
Justo al momento de la coronación, cuando van a colocarle la pieza de orfebrería y corona a la primera finalista Hannelys Quintero (Cojedes), un chico surgido del público se la arrebata y se sienta en el trono con la joya sobre la cabeza. El momento no se vio del todo en la señal de Venevisión, pero se logró ver en el fondo al equipo de seguridad tratando de evitar el momento. De esta forma, Juan Salas, quien tuvo un caso similar en el Miss Venezuela 2005, y su cómplice Yendrick Sánchez logran notoriedad.
Dayana Colmenares (Carabobo) y Andrea Matthies (Sucre) regresan del grupo de este año.
Anarella Bono fue abucheada por el público presente en el Poliedro de Caracas al ser presentada como miembro del jurado calificador, esto ocurrió debido a que apoya el gobierno del Presidente Hugo Chávez.
En el concurso durante el momento de coronación, a la ganadora de Miss Venezuela Mundo le fue arrebatada su corona por uno de los espectadores, Yendri Sánchez, quien a pesar de las medidas de seguridad logró subir al escenario.

## Ganadoras
| Resultado Final              | Candidata |
| ---------------------------- | --- |
| Miss Venezuela 2007          | - Amazonas - Dayana Mendoza |
| Miss Mundo Venezuela         | - Cojedes - Hannelly Quintero |
| Miss Internacional Venezuela | - Carabobo - Dayana Colmenares                                                                                                   |
| 1ª Finalista                 | - Aragua - Mónica Besereni |
| 2ª Finalista                 | - Táchira - Alexandra Serrano |
| Semifinalistas               | - Barinas - Yohany Calderón - Miranda - Myriam Abreu - Sucre - Andrea Matthies - Trujillo - Luna Ramos - Vargas - Anyelika Pérez |

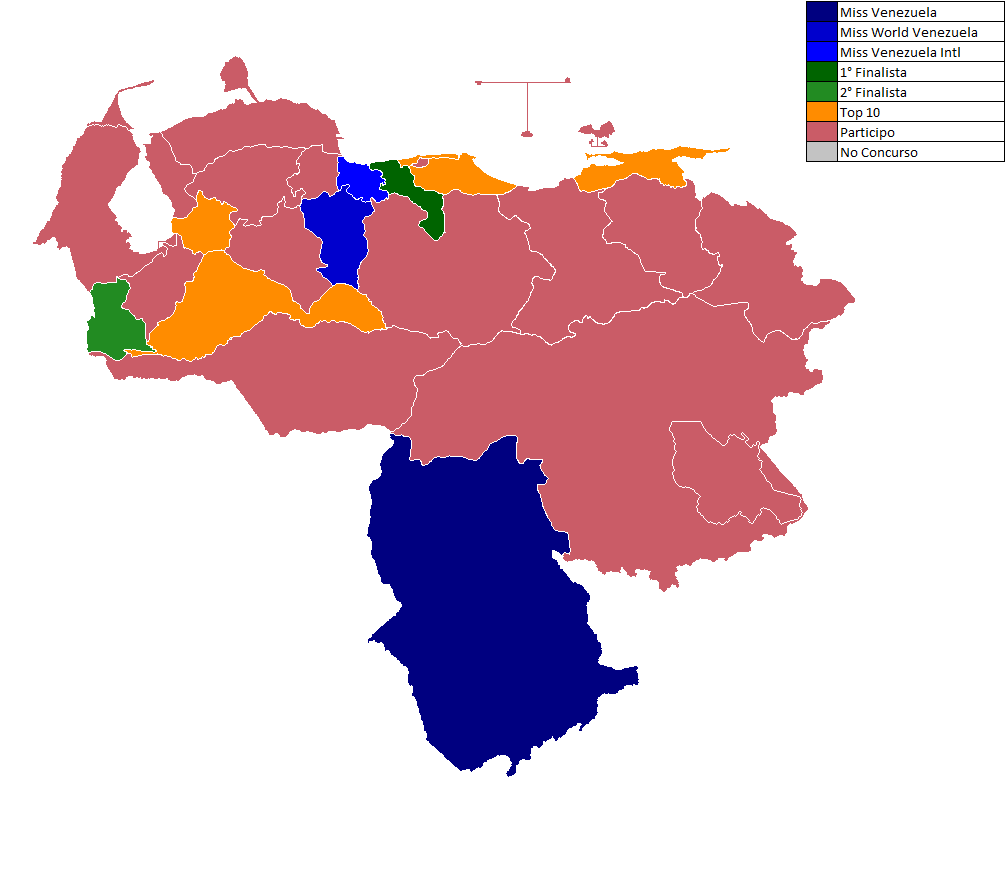
Miss Venezuela 2007

## Sobre las ganadoras y clasificadas
- Miss Venezuela Universo 2007, Dayana Mendoza, viajó a mediados de junio de 2008 a Vietnam, sede del certamen Miss Universo donde se convirtió en clara favorita desde su arribo a tierra asiática, de hecho fue la ganadora del "Miss Ao Dai", competencia donde se eligió a la mejor candidata en traje típico de la mujer vietnamita, finalmente el 13 de julio y después de 12 años se convierte en la quinta Miss Universo venezolana. Desde entonces es modelo de la agencia Trump Models. A finales de 2011 concursó en Celebrity Apprentice, defendiendo la causa de la fundación Aid for AIDS. Ocupó el 6.º. Lugar.
- Miss Venezuela Mundo 2008, Hannelly Quintero, fue enviada a las pocas semanas de su elección al Reina Hispanoamericana 2007 en Bolivia donde fue una semifinalista, participó también en Miss Mundo 2008 en Sudáfrica donde fue "top 15" y "Reina de las Américas" y en septiembre del 2009 ganó el Miss Intercontinental en Bielorrusia. Poco tiempo después se inició como animadora de televisión, se desempeñó como coconductora y conductora de los programas "Vitrina" y "Tas Pillao" de la cadena Televen.
- Miss Venezuela Internacional, Dayana Colmenares, viajó a Macao, China, al Miss Internacional 2008 donde ocupó un lugar en el "Top 15".
- Mónica Beserini, primera finalista, participó en el Reinado Internacional del Café 2008 donde ocupó el lugar de primera princesa, mientras que Anyélika Pérez (Miss Vargas) fue semifinalista del Miss Top Model of the World.
- Luna Ramos, semifinalista, fue enviada por la Organización Miss Turismo Venezuela al Best Model Of The World donde fue "1era Finalista".
- Andrea Matthies, semifinalista, concursó en el Sambil Model 2008, certamen en el que se tituló "Miss Continente Americano Venezuela", por lo que representó al país en el Miss Continente Americano 2008 ubicándose entre las 6 finalistas. Inmediatamente después del concurso se inició como animadora de televisión y compartió créditos en la conducción del programa "Vitrina" de la cadena Televen.
- Myriam Abreu fue ganadora del Miss Tourism Queen of the World 2010, celebrado en Malasia.

## Delegadas
| Estado                 | Candidata                             | Edad | Estatura (m) | Ciudad Natal          |
| ---------------------- | ------------------------------------- | ---- | ------------ | --------------------- |
| Amazonas               | Dayana Sabrina Mendoza Moncada        | 21   | 1,78         | Caracas               |
| Anzoátegui             | María Victoria Ortiz Pérez            | 17   | 1,78         | Santa Elena de Uairen |
| Apure                  | Jessica de Abreu Farias               | 17   | 1,72         | Caracas               |
| Aragua                 | Mónica Suset Bsereni Hadad            | 21   | 1,71         | Maracay               |
| Barinas                | Yohany del Carmen Calderón Huggins    | 22   | 1,74         | Maracaibo             |
| Bolívar                | Lucía Carolina Soto Albornoz          | 17   | 1,82         | Ciudad Bolívar        |
| Canaima                | Yelitza de los Ángeles Rojas Piñango  | 22   | 1,77         | Caracas               |
| Carabobo               | Dayana Carolina Colmenares Bocchieri  | 18   | 1,72         | Maracay               |
| Cojedes                | Hannelly Zulami Quintero Ledezma      | 21   | 1,78         | Ocumare del Tuy       |
| Costa Oriental         | Rusthmely Dayana Soto Mujica          | 21   | 1,72         | Cabimas               |
| Delta Amacuro          | Arlis Leidimar Alvarado Benítez       | 21   | 1,79         | Caracas               |
| Dependencias Federales | Antonieta María Lugo Matheus          | 21   | 1,80         | Caracas               |
| Distrito Capital       | Andreína Elías Ellington              | 21   | 1,80         | Caracas               |
| Falcón                 | Lisbeth del Carmen Reyes Gavidia      | 21   | 1,77         | Punto Fijo            |
| Guárico                | Betzabeth Mariely Osorio Boyer        | 18   | 1,78         | Altagracia de Orituco |
| Lara                   | María Gabriela Garmendia Sandoval     | 21   | 1,75         | Barquisimeto          |
| Mérida                 | Yorly Andreína Padilla Urbina         | 21   | 1,78         | San Cristóbal         |
| Miranda                | Myriam Janeth Abreu Medina            | 20   | 1,73         | Caracas               |
| Monagas                | Nuritza Carolina Idrogo Siegler       | 20   | 1,74         | Maturín               |
| Nueva Esparta          | Josephine Karam León                  | 23   | 1,73         | Porlamar              |
| Península Goajira      | Kellyn Celeste García Alviárez        | 19   | 1,72         | Barinas               |
| Portuguesa             | Vanessa Terracciano Uccellini         | 22   | 1,75         | Barquisimeto          |
| Sucre                  | Andrea Valentina Matthies Bornhost    | 19   | 1,73         | Caracas               |
| Táchira                | Elsa Alexandra Serrano Gutiérrez      | 17   | 1,80         | San Cristóbal         |
| Trujillo               | Luneidis "Luna" Ramos Torres          | 20   | 1,78         | Caracas               |
| Vargas                 | Anyelika Marians France Pérez Jiménez | 19   | 1,77         | Caracas               |
| Yaracuy                | Iselmar Antonietta Burgos Reyes       | 19   | 1,72         | Barinas               |
| Zulia                  | Laura Andreína Montero Ferrer         | 19   | 1,74         | Maracaibo             |

## Premios varios
- Miss Elegancia: Luna Ramos Miss Trujillo
- Miss Simpatía: Kelly García Península Guajira
- Miss Personalidad: Anyélika Pérez Miss Vargas
- Miss Belleza Palmolive: Hannelly Quintero Miss Cojedes
- Miss Sonrisa Colgate: Andrea Matthies Miss Sucre
- Miss Integral: Dayana Mendoza Miss Amazonas
- Miss Rostro Ebel: Mónica Suset B'sereni Hadad Miss Aragua
- Miss Cuerpo Dermocell: Luna Ramos Miss Trujillo
- Las Piernas más Bellas Andreína Elías Ellington Miss Distrito Capital